# Aeroportul Internațional Mudanjiang Hailang
Aeroportul Internațional Mudanjiang Hailang (IATA: MDG, ICAO: ZYMD) este un aeroport din Heilongjiang, Republica Populară Chineză ce deservește zona Mudanjiang⁠(d). Aeroportul a fost tranzitat în 2022 de 450.066 de pasageri. A fost deschis în 2 septembrie 1985 și numit după zona deservită.
Situat la o altitudine de 269 m, aeroportul dispune de o singură pistă.